# ابن ربن طبری
ابوالحسن علی بن سهل رَبَّن الطبری یا به اختصار اِبْنِ رَبَّن طبیب مسلمان در قرن سوم هجری، کاشف مسری بودن سل ریوی و به روایتی استاد زکریای رازی بوده‌است. برخی وی را در کنار زکریای رازی، ابن سینا و مجوسی یکی از «ارکان چهارگانه طب اسلامی» دانسته‌اند؛ گرچه برخی نیز با این نظر مخالفند.
به‌طور کلی از زندگی ابن ربن اطلاعات زیادی موجود نیست و اکثر اطلاعات موجود نیز خودنوشته‌های او هستند. به‌نظر می‌رسد در کودکی شاهد شورش طبرستان بوده و وفاتش هم در حوالی نیمه قرن سوم رخ داده‌است. خاندان او در علم شهرت داشتند و شخص ابن ربن نیز ابتدا در طبرستان به‌عنوان دبیر نزد مازیار بن قارن کار می‌کرد و پس از اعدام مازیار توسط خلیفه، به بغداد رفت و از نزدیکان خلفا شد. او ابتدا مسیحی بود و در عراق مسلمان شد؛ بعداً حتی کتابی نیز در باب برتری‌های اسلام نسبت به سایر ادیان نوشت. ابن ربن در علوم اسلامی و داروشناسی نیز مهارت داشت و کشف مسری بودن سل را هم به او نسبت می‌دهند. از کتبی که به ابن ربن نسبت داده شده، تعداد کمی باقی مانده‌اند که مهم‌ترین آنها فردوس الحکمه است.

## منبع‌شناسی
مهم‌ترین اطلاعاتی که دربارهٔ زندگی ابن ربن در دست است، مطالبی است که خود او در دو کتاب فردوس الحکمة و الدین و الدولة دربارهٔ خودش نوشته‌است. منابع دیگری که دربارهٔ وی اطلاعاتی آورده‌اند، دربارهٔ تاریخ و محلِ تولد و فوت و نام دقیق او و پدرش و مذهب او اطلاعات خاصی ارائه نداده‌اند.
- تاریخ طبرستان:[۲] کتابی تاریخی اثر ابن اسفندیار است که در حدود ۶۱۳ هجری قمری تألیف شده و موضوع آن در مورد تاریخ طبرستان است. این کتاب دارای مطالبی است که در کتب دیگر پیدا نمی‌شود.[۳]
- الفهرست:[۴] کتابی است اثر ابن ندیم که تاریخ ادبیات، فرهنگ و مذاهب را از ادوار پیش از اسلام تا قرن چهارم هجری دربردارد.[۵]

## نام، تبار و مذهب
توماس در دانشنامه اسلام و گاتهیل در دانشنامه یهودی عنوان «ابوالحسن علی بن سهل رَبَّن الطبری» را برای او ثبت کرده‌اند. نام وی به اشکال دیگری هم ثبت شده‌است؛ نام وی را مسعودی به صورت «علی بن زید»، یاقوت حموی به صورت «علی بن زین»، ابن صاعد به شکل «علی بن رین» و ابن ندیم به صورت «علی بن زیل» و «علی بن الزید النصرانی» هم ثبت کرده‌اند.
سهل بن بشر، پدرِ ابن ربن، از بزرگان و دبیران مرو بود او همچنین یک ریاضی‌دان و منجم سرشناس بود. به‌طور کلی، خاندان آن‌ها در زمینهٔ علم در خراسان و عراق معروف بودند. ابن ربن در کتابش به عموی خود به نام ابو ذکار یحیی بن نُعمان اشاره می‌کند که از مسیحیان برجسته بود.
سهل که طب را به‌عنوان حرفهٔ خانوادگی تعلیم دیده بود، بخاطر خدماتش به مردم، «رَبَّن» لقب یافت. «رَبَّن» یک کلمهٔ سریانی به معنای «سرور و معلم ما» است.
در اکثر منابع از ابن ربن به‌عنوان فردی «سابقاً یهودی» نام برده شده‌است؛ اما خود ابن ربن در فردوس الحکمة دین سابق خود را مسیحیت معرفی می‌کند. رضا انزابی‌نژاد معتقد است که چون «ربن» و «راب» از القاب یهودیان هستند، همین موضوع تاریخ‌نگاران را به اشتباه انداخته و باعث شده آنها ابن ربن را یهودی گزارش کنند. در واقع ابن ربن به عنوان یک مسیحی سریانی شرقی به دنیا آمده بود.

## زندگانی

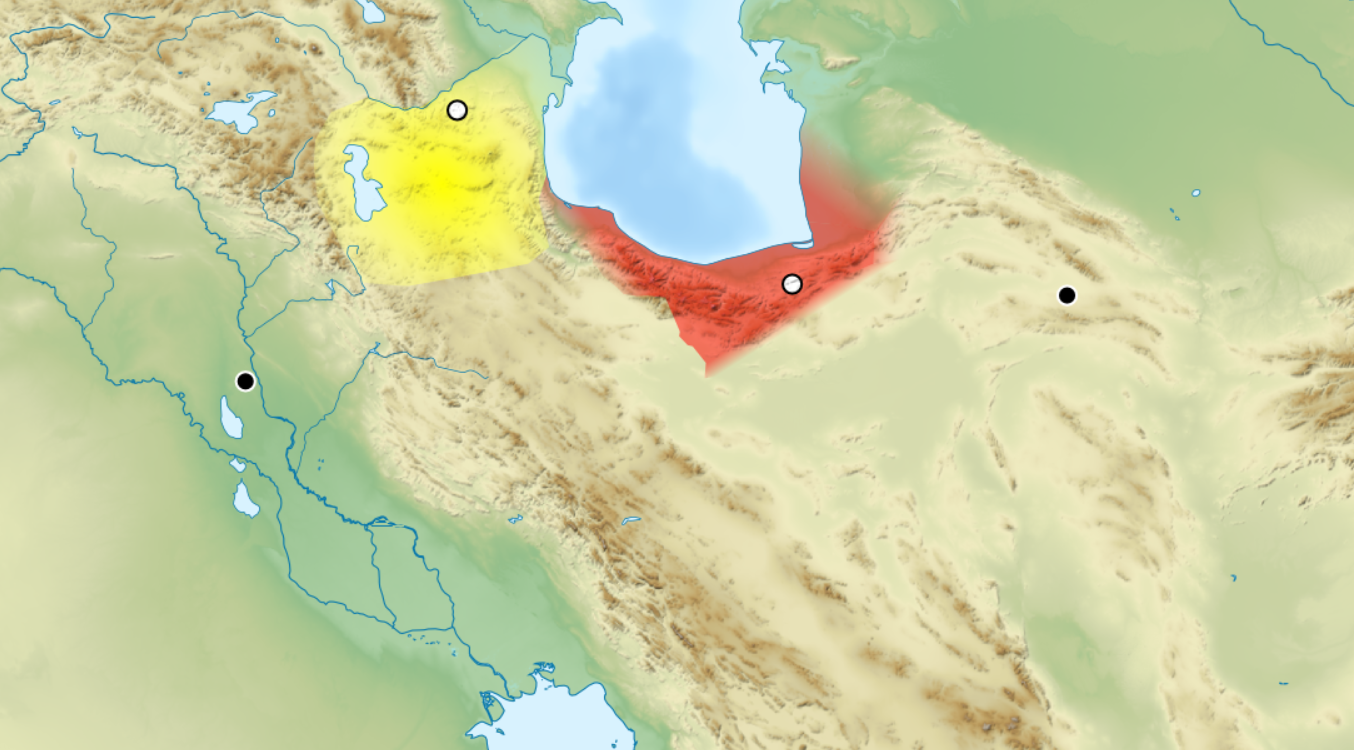
رنگ نشان‌دهندهٔ طبرستان است؛ نقطهٔ در طبرستان، شهریارکوه است که ساری اندکی از آن فاصله دارد. نقطهٔ در سمت راست نقشه، طوس است که مرو کمی از آن فاصله دارد. نقطهٔ سمت چپ نقشه، بغداد است که سامرا اندکی از آن فاصله دارد.

در مورد تاریخ تولد و درگذشت ابن ربن اختلاف نظر وجود دارد. عادل نویهض، مصحح الدین و الدولة، و محمد زبیر صدیقی، مصحح فردوس الحکمة، تولد ابن ربن را در اواخر حکومت منصور، خلیفه عباسی، (حک. ۱۵۸–۱۳۶) یا اوایل خلافت مهدی عباسی (حک. ۱۶۹–۱۵۸) می‌دانند. با توجه به نوشتهٔ خود ابن ربن در فردوس الحکمة، که می‌گوید به همراه پدرش در طبرستان شاهد «حریق عظیم» بوده‌است، نویهض این «حریق» را با حملهٔ مهدی به طبرستان در سال ۱۶۷، یکی پنداشته و اینطور نتیجه‌گیری کرده که اگر ابن ربن در زمان آن واقعه حداقل ۱۰ ساله بوده باشد، پس در حدود سال ۱۵۷ (یا قبل‌تر از آن) متولد شده‌است. علی عبدالله دفاع و محمود نجم‌آبادی نیز بدون ذکر منبع، تاریخ تولد او را ۱۹۲ ه‍.ق در شهر مرو نوشته‌اند. اما برخی دیگر محل تولد او را طبرستان ذکر کرده‌اند. دیوید توماس به این نکته توجه کرده‌است که ابن ربن در الدین و الدولة می‌گوید ۷۰ سال اول زندگی خود را مسیحی بود و اگر منظورش به معنای واقعی کلمه چنین باشد، این جمله می‌تواند سرنخ خوبی برای محاسبهٔ سالشمار زندگیش باشد. این کتاب بایستی پس از سال ۲۳۲ قمری نوشته شده باشد؛ بنابرین او در حدود ۱۶۳ هجری به دنیا آمده‌است. توماس منابعی که حدود سال ۱۹۲ هجری را تولد ابن ربن دانسته‌اند، رد می‌کند زیرا او نمی‌توانسته در سن بیست سالگی مسئولیت‌های سنگینی که در دولت مازیار داشته را برعهده گرفته باشد.
ابن ربن که در خانواده‌ای مسیحی متولد شده‌بود جوانی خود را در طبرستان گذراند؛ وی در طبرستان، از دبیران مازیار بن قارن بود و در این کار بسیار مهارت داشت، چنان‌که به قول ابن اسفندیار: «باعث حیرت بُلَغای عراقین و حجاز می‌شد». ابن ربن همچنین در یکی از مذاکرات سیاسی دولت قارنوندی، به نمایندگی آنها منصوب شده بود. ابن ربن در طول شورش مازیار به او وفادار ماند. او مدتی نیز در ری زندگی کرد که شاید پس از دستگیری مازیار بوده باشد. به هر ترتیب، ابن ربن پس از شکست مازیار در سال ۲۲۴، به سامرا رفت و در آنجا مورد احترام معتصم بود. سپس متوکل او را به ندیمی برگزید، و در عصر معتصم به دارالخلافه هم راه یافت.معتصم به او معترض شد که نامه‌هایی که می‌نویسد، به فصاحت نامه‌هایی که برای مازیار می‌نوشت نیست؛ ابن ربن پاسخ داد: «او به لغت خویش (زبان طبری) می‌نبشتی، من با تازی کردمی.» و یکی از نامه‌های مذکور به زبان عربی اکنون موجود است که یحتمل به ترجمهٔ ابن ربن است. آذرتاش آذرنوش از این روایت چنین برداشت می‌کند که «زبان طبری از مایه‌های فرهنگی والایی برخوردار بود و مردم می‌توانستند در آن تعابیر ارجمندی بسازند که ترجمهٔ آن‌ها اعجاب خلیفه را برانگیزد. و نیز علی بن ربن چنان در آن زبان که شاید زبان مادریش بود، مهارت یافته بود که می‌توانست به آسانی از آن به عربی ترجمه کند.» او پس از معتصم، به واثق و متوکل نیز خدمت کرد و از نزدیکان خلفا به‌شمار می‌رفت. تا حدی که واثق با ابن ربن هم‌سفره می‌شد.
برخی مورخان ادعا کرده‌اند که ابن ربن به دست معتصم مسلمان شده‌است، اما خود ابن ربن می‌نویسد که «به راهنمایی متوکل» اسلام آورده‌است. وی راجع به مسلمان شدنش اینطور توضیح می‌دهد که با «غور و تعمق در اندیشه‌های اسلامی و معانی قرآنی» اسلام آورده‌است. یونس کرامتی در دانشنامهٔ ایران‌زمین تاریخ مسلمان شدن ابن ربن را سال ۲۴۰ ه‍.ق ثبت کرده‌است. دیوید توماس معتقدست لحن ابن ربن دربارهٔ متوکل در دو کتاب فردوس الحکمة و الدین و الدولة متفاوت است و بنابرین نتیجه می‌گیرد که شاید او پس از سال ۸۵۰ میلادی (که کتابت اثر نخستش پایان یافت) مسلمان شده باشد.
خیرالدین زرکلی در الاعلام سال وفات ابن ربن را ۲۴۷ دانسته‌است. اگرچه در مورد تاریخ درگذشت ابن ربن نیز اجماع وجود ندارد، ولی به دلیل معاصر بودن وی با متوکل، به‌صورت تقریبی می‌توان گفت تا نیمهٔ قرن سوم زنده بوده‌است.دیوید توماس نیز با ارائهٔ محاسباتی، حدود سال ۲۴۵ هجری را پایان هشتاد سال زندگی ابن ربن تخمین زده‌است.

## فعالیت‌ها
ابن ربن به خاطر نوشته‌هایش در زمینهٔ طب و نگاشتن دو اثر که در آنها از ضعف دین سابقش و حقانیت دین جدیدش صحبت کرده، مشهور است. او طبابت را از پدرش یادگرفت و سپس با مطالعهٔ آثار یونانیان و دیگر دانشمندان، علمش را در این باره تکمیل نمود. از فعالیت‌های دیگر او مسری اعلام کردن سل ریوی بود؛ علاوه بر اینها، او را متکلم و داروشناس نیز گزارش کرده‌اند و ظاهراً با علوم دینی هم آشنایی داشته‌است. ۱۲ اثر به ابن ربن نسبت داده شده‌است که فقط تعداد کمی امروزه در دسترس هستند.
به گفته فرخنده‌زاده، ابن ربن پزشکی «آموزش‌دیده» بود و نظریاتش بر مبنای نظریات اطبای یونانی، جندی‌شاپوری و هندی بود. ابن ربن در تألیف فردوس الحکمه از نظرات پزشکان جندی‌شاپوری بعضی اندیشمندان یونانی (بقراط، جالینوس ارسطو اسکندر افرودیسی، جالینوس و ارسطو)، ابن ماسویه، حنین بن اسحاق و همچنین رسالات هندی‌ها الهام گرفته‌است.

اگر کسی به دست و پایش زگیل باشد و به ستاره‌ای که در حال افول است نگاه کند و در همان دم دست خود را بسوی آن ببرد، زگیل بهبود می‌یابد.

طبری، فردوس‌الحکمة
ص ۵۲۵–۵۲۶.
در آثار ابن ربن دعا، سحر و جادو، ستاره‌شناسی و اعتقاد به پدیده‌های مختلف نیز پیدا می‌شود. او تحت تأثیر باورها و روش‌های درمانی عامیانه نیز قرار داشت. وی علاوه بر مطالب علمی، به تأثیر اجرام آسمانی و ستارگان، کانی‌ها و گیاهان و جانداران در ایجاد یا درمان امراض اشاره کرده‌است؛ حتی بعضاً روش‌های جادویی (نظیر طلسمات و تعاویذ) را هم در کنار روش‌های علمی برای درمان بیماری‌ها تجویز کرده‌است. ابن ربن همچنین راجع‌به کاربرد گیاهان و اجزای بدن حیوانات در طب نیز نوشته‌است؛ حتی بعضاً توضیحاتی در مورد کاربرد اینها ارائه داده که به علم طب مربوط نیست.
وی در فردوس الحکمه غیر از مطالب پزشکی، دربارهٔ بعضی علوم دیگر و مطالب متفرقه نظیر حکمت طبیعی، تجربیات شخص‌اش، فلسفه، جانورشناسی، رویان‌شناسی، روان‌شناسی، هواشناسی و ستاره‌شناسی هم مطالبی نوشته‌است.

### شاگردان
اگرچه برخی زکریای رازی را از شاگردان ابن ربن می‌دانند، ولی به اعتقاد انزابی‌نژاد با توجه به تاریخ فوت ابن ربن و تاریخ ورود زکریای رازی به بغداد، این ادعا قابل پذیرش نیست؛ زیرا در زمان ورود رازی به بغداد ابن ربن احتمالاً در قید حیات نبوده‌است. اما ریچارد گاتهیل، معتقد است که زکریای رازی نه در بغداد، که در ری نزد ابن ربن شاگردی می‌کرده‌است.

## میراث

تندیس خیالی از علی بن رَبَّن الطبری

به باور انزابی‌نژاد در دائرةالمعارف بزرگ اسلامی می‌شود ابن ربن را در کنار رازی، مجوسی و ابن سینا در زمرهٔ چهار طبیب بزرگ مسلمان قرار داد؛ حسین اسلامی ساروی، مورخ، نیز می‌نویسد که فردوس الحکمة یک «رکن» از «ارکان اربعهٔ طب اسلامی» است. ولی در مقابل کرامتی در دانشنامهٔ ایران‌زمین به نقل از ادوارد براون و ماکس مایرهوف می‌نویسد که آثار ابن ربن ارزش زیادی ندارد و قابل‌مقایسه با رازی، مجوسی یا ابن سینا نیست.
محمد بن زکریای رازی در الحاوی و ابن بیطار نیز در جامع المفردات از این کتاب یاد کرده‌اند.محمد بن جریر طبری نیز ارزش زیادی برای کارهای علمی ابن ربن قائل بود و خود نسخه‌ای از فردوس الحکمه را کتابت کرد.
به‌طور کلی، ابن ربن آموزه‌های پزشکی را با باورهای کهن تلفیق کرد و طرز تفکر وی به آثار پزشکی قرون بعدی هم انتقال یافت. وی یکی از اولین اطبایی بود که با مطرح کردن باورهای کهن و روش‌های درمانی جادویی، باعث ورود این تفکرات به طب اسلامی شدند.